# Aleja Wyzwolenia w Szczecinie
Aleja Wyzwolenia w Szczecinie – jedna z głównych ulic szczecińskiej dzielnicy Śródmieście.

## Historia
Na obecną aleję  Wyzwolenia składają się dwie przedwojenne ulice: niem. Moltkestrasse oraz Politzerstrasse (w tłum. ulica Policka). Moltkestrasse zaczynała swój bieg przy placu Żołnierza i prowadziła do obecnej kamienicy „Dany”. Tam przechodziła w Politzerstrasse, która była jej kontynuacją. Patronem Moltkestrasse był gen. Helmut Karl Bernhard von Moltke. Po likwidacji miejskich fortyfikacji w końcu XIX wieku rozpoczęto budowę kamienic. W rejonie obecnego pl. Rodła znajdował się trójkątny plac zalesiony drzewami. Politzerstrasse także została zabudowana kamienicami. Bombardowania alianckie w 1944 zburzyły niemal całą Moltkestrasse. Z całej ulicy w dość dobrym stanie zachowały się 3 kamienice przy skrzyżowaniu z obecną ul. Małopolską. Po innych budynkach zostały tylko wypalone cegły.
Po II wojnie światowej Moltkestrasse i Politzerstrasse nazwano ul. Jaromira. Lata 50. XX w. przyniosły plany odbudowy ulicy w stylu socrealistycznym – miały przy niej stanąć pomniki i monumentalne gmachy. Ta koncepcja jednak nie doczekała się realizacji. 1958 to rok budowy pierwszych powojennych bloków mieszkalnych, następne zostały wybudowane po 1970. Zostały one zbudowane o kilka metrów dalej od przedwojennego chodnika – pozostawiono przed nimi pas zieleni zarezerwowany pod poszerzenie ulicy. W 1965 zmieniono nazwę na al. Wyzwolenia. W połowie lat 70. XX w. rozpoczęto poszerzanie ulicy na odcinku Plac Rodła – skrzyżowanie z ul. Lubomirskiego. Na odcinku alei noszącej przed wojną nazwę Politzerstrasse zachowało się kilkanaście przedwojennych kamienic – najwięcej w okolicach obecnego Ronda Giedroycia (zdjęcie), jadąc w stronę ul. Krasińskiego. Pod skrzyżowaniem alei Wyzwolenia z ulicą Rayskiego i ulicą Malczewskiego znajduje się jedyne w centrum Szczecina przejście podziemne. Jego budowa rozpoczęła się w 1979, a zakończyła w 1983.
Przy alei Wyzwolenia w 1992 wybudowano kompleks Pazim, a 1 października 2003 zostało otwarte Centrum Handlowo-Rozrywkowe „Galaxy”. Następnie we wrześniu 2008 rozpoczęto budowę biurowca „Oxygen” na rogu z ul. Malczewskiego (oficjalne otwarcie 4 listopada 2010). W 2010 rozpoczęto rozbiórkę odzieżowca „Dana”, która została przerwana. Wznowiono ją w 2012, rozpoczynając budowę wieżowca „Hanza Tower”. Budowę ponownie wstrzymano w 2013.

## Komunikacja
Na al. Wyzwolenia położona jest dwutorowa trasa tramwajowa, po której przebiegają linie 2, 3 i 10. Komunikację autobusową stanowią linie B oraz nocne 522, 523, 525, 530 i 532.

## Zdjęcia

Aleja Wyzwolenia w Szczecinie
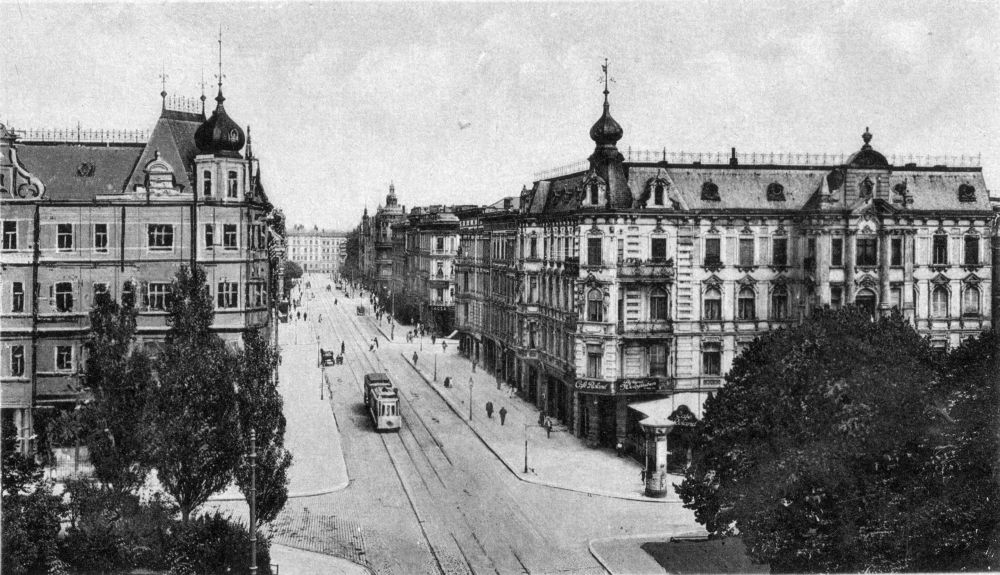
Aleja Wyzwolenia (1931)
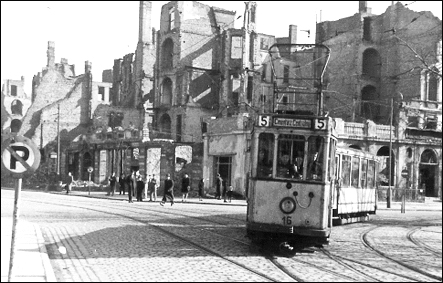
Zniszczenia wojenne (1948)
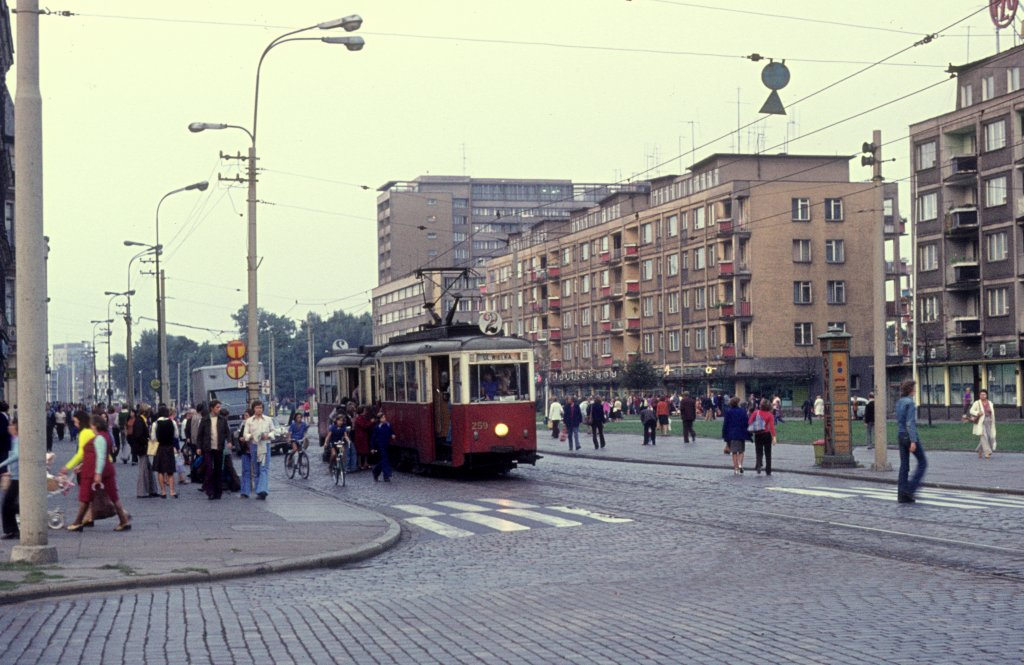
Aleja Wyzwolenia (1975)
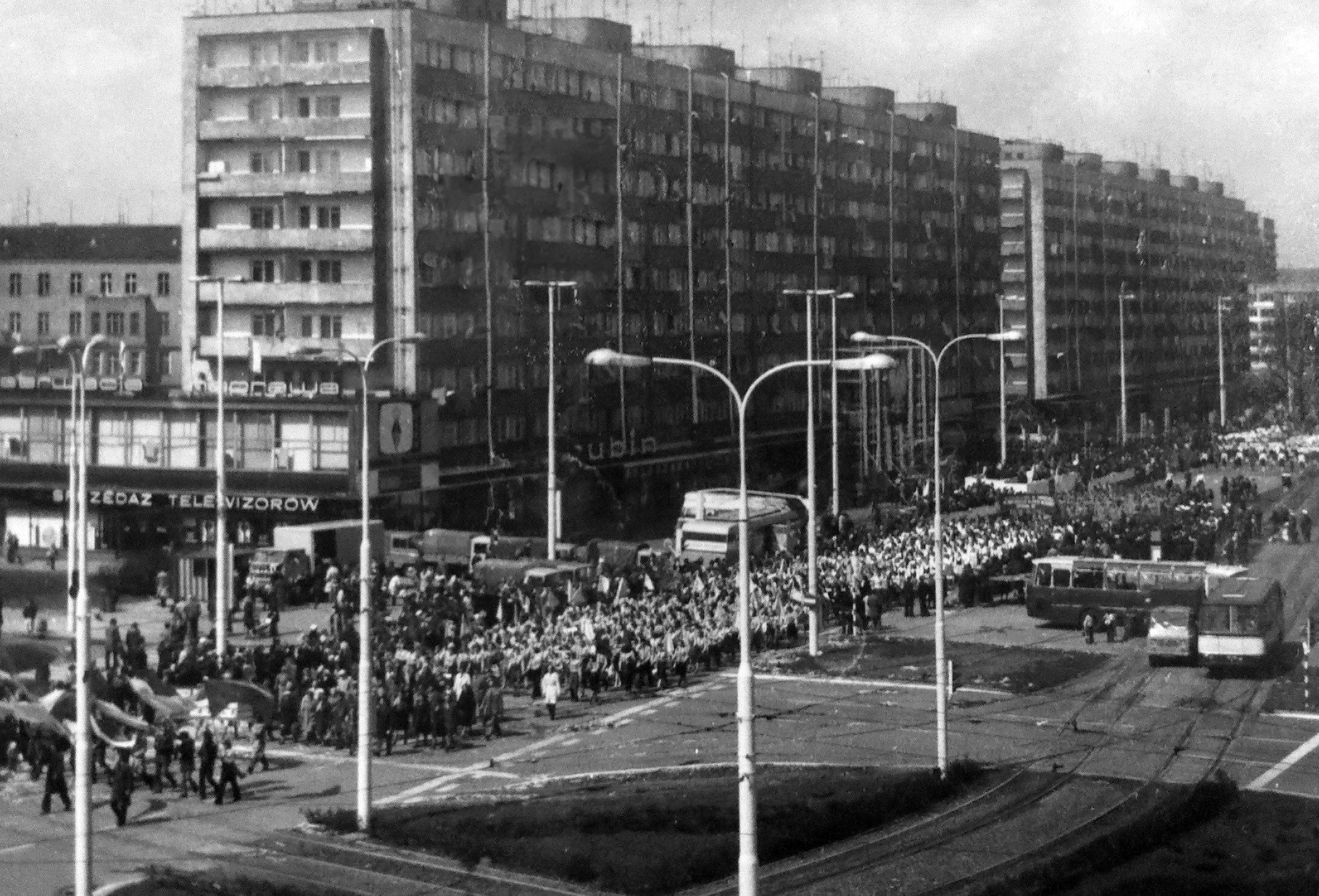
Aleja Wyzwolenia (1978)  pochód pierwszomajowy
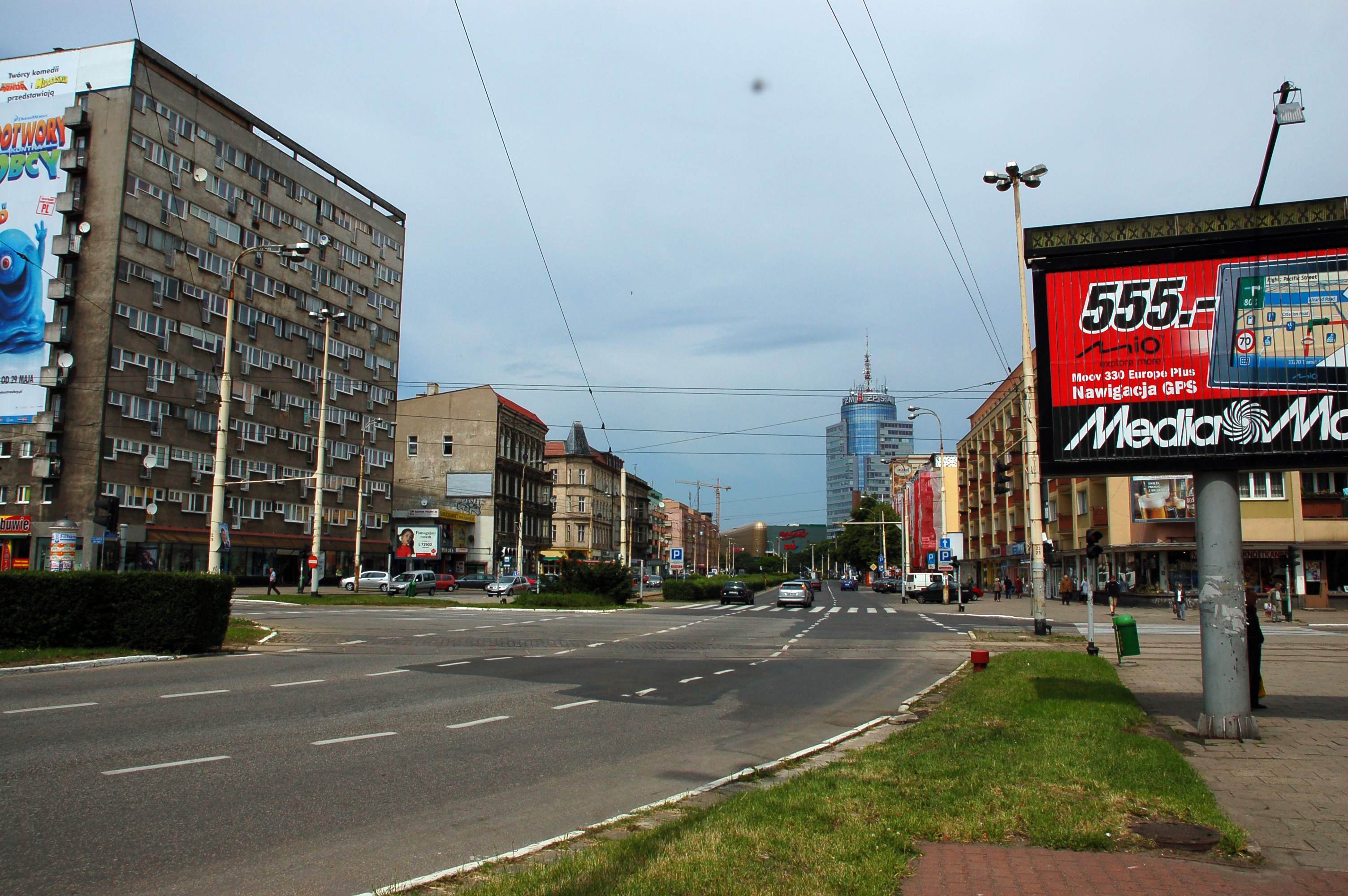
Widok z pl. Żołnierza na al. Wyzwolenia
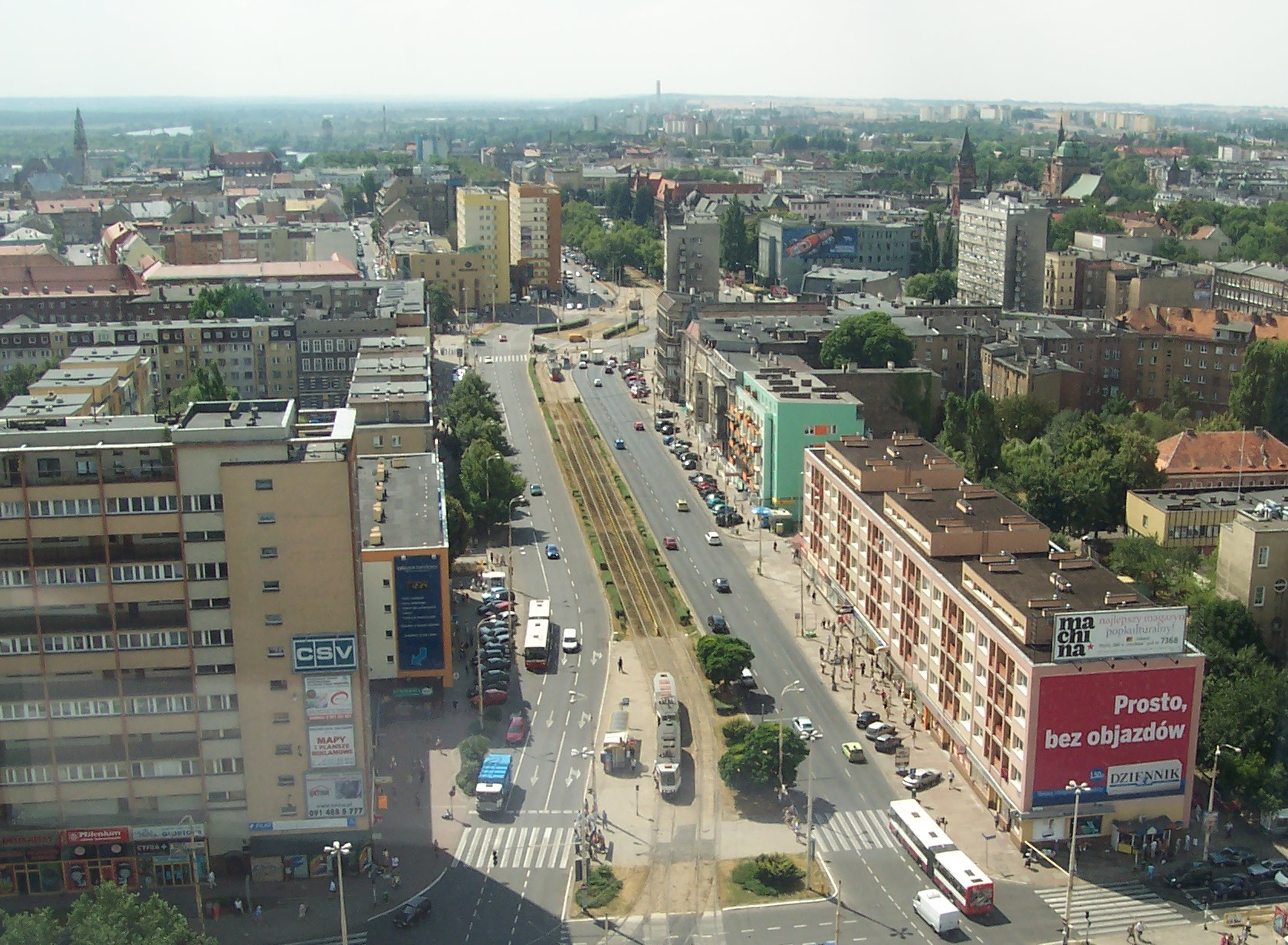
Aleja Wyzwolenia (2006)
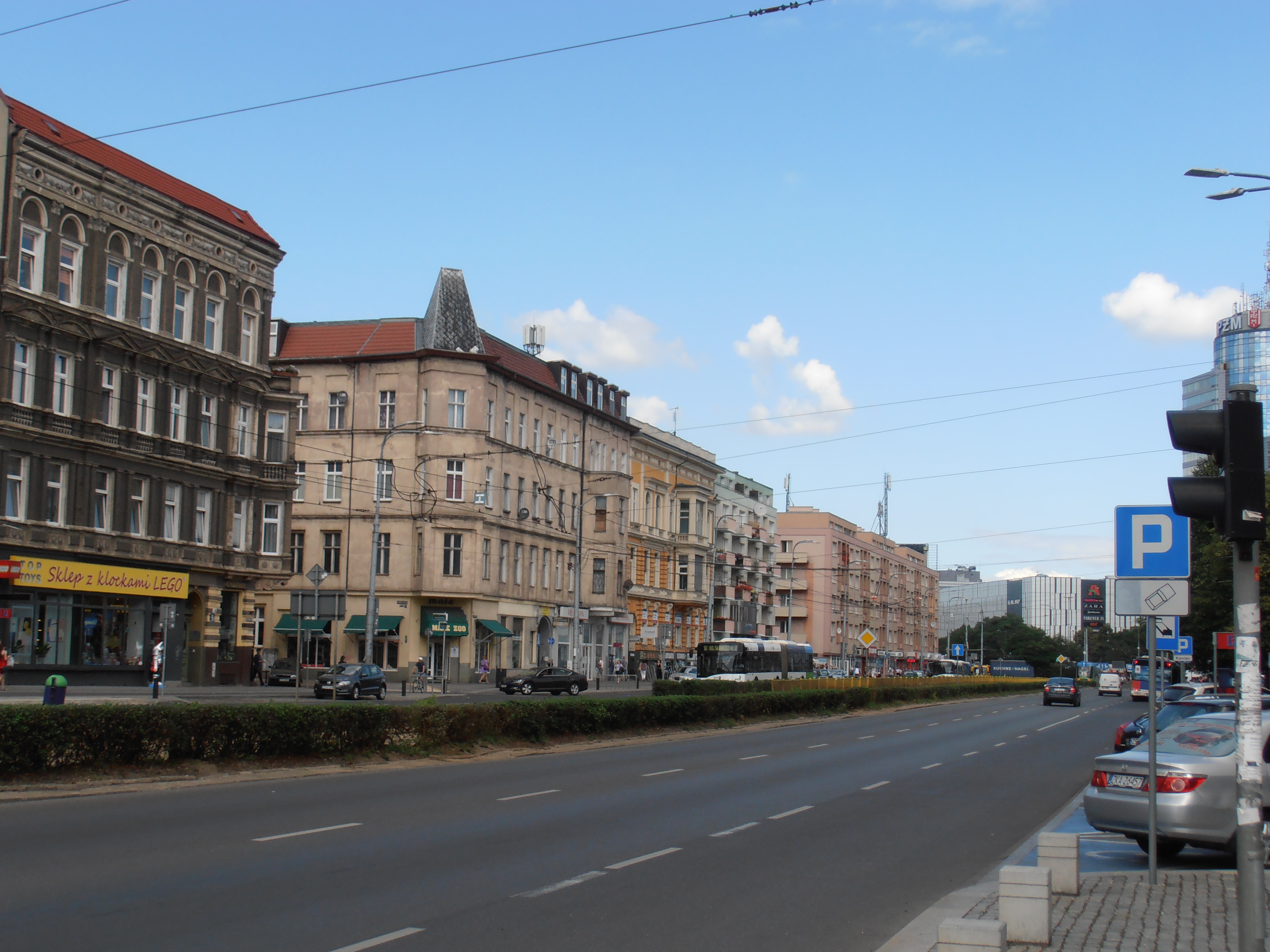
Kamienice przy skrzyżowaniu z ul. Małopolską
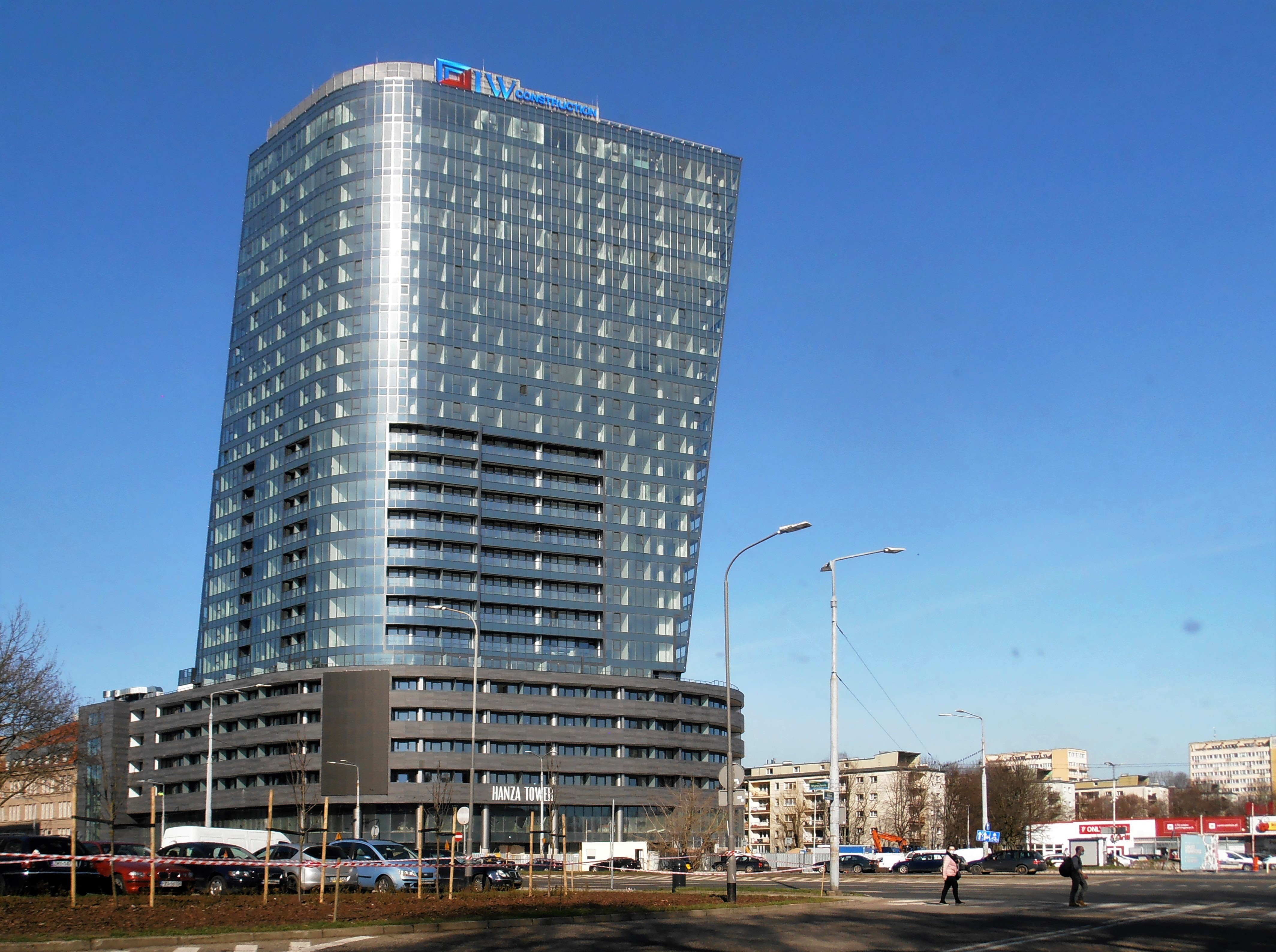
Hanza Tower
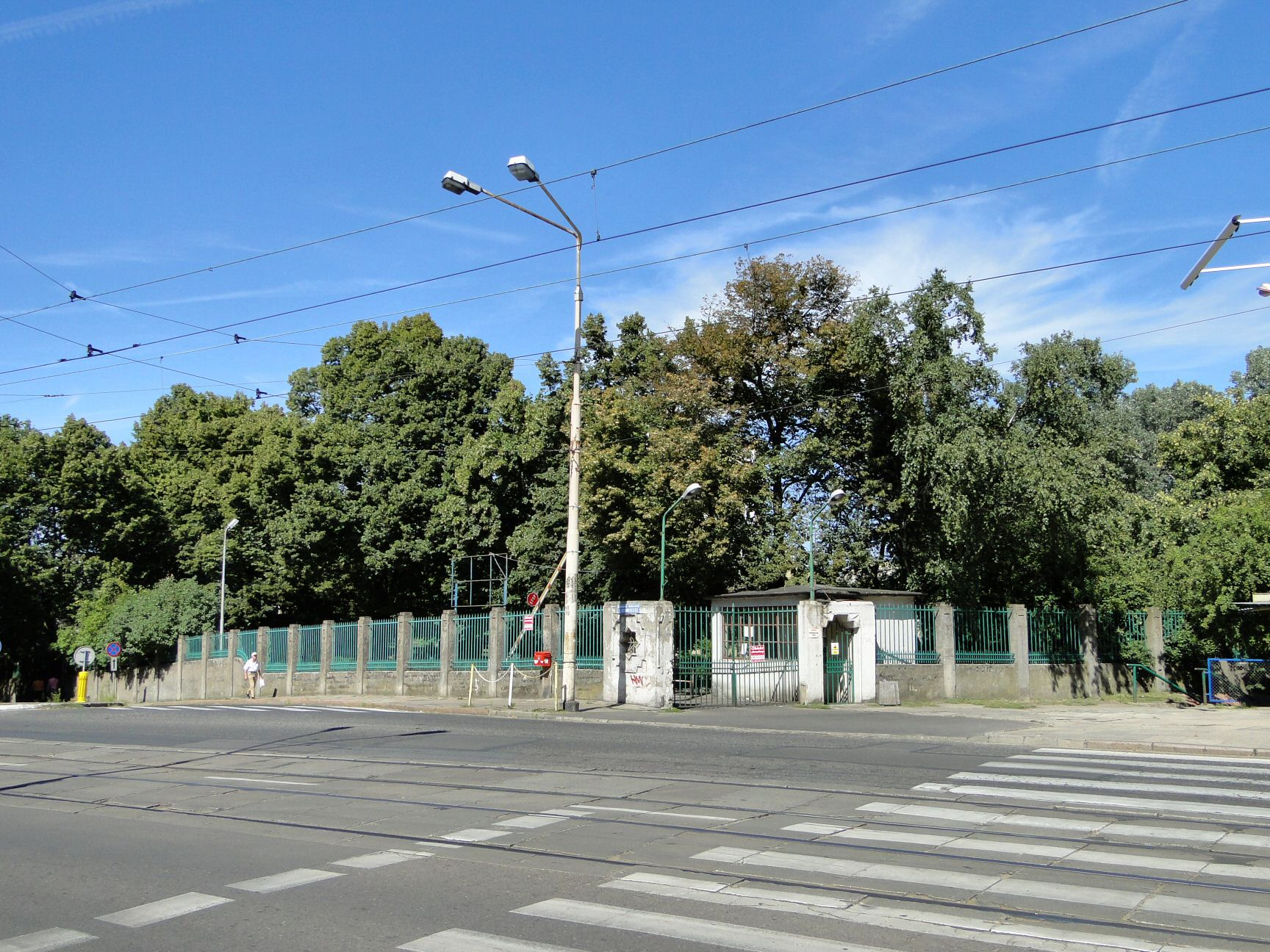
Dawny Szpital Miejski przy al. Wyzwolenia 52
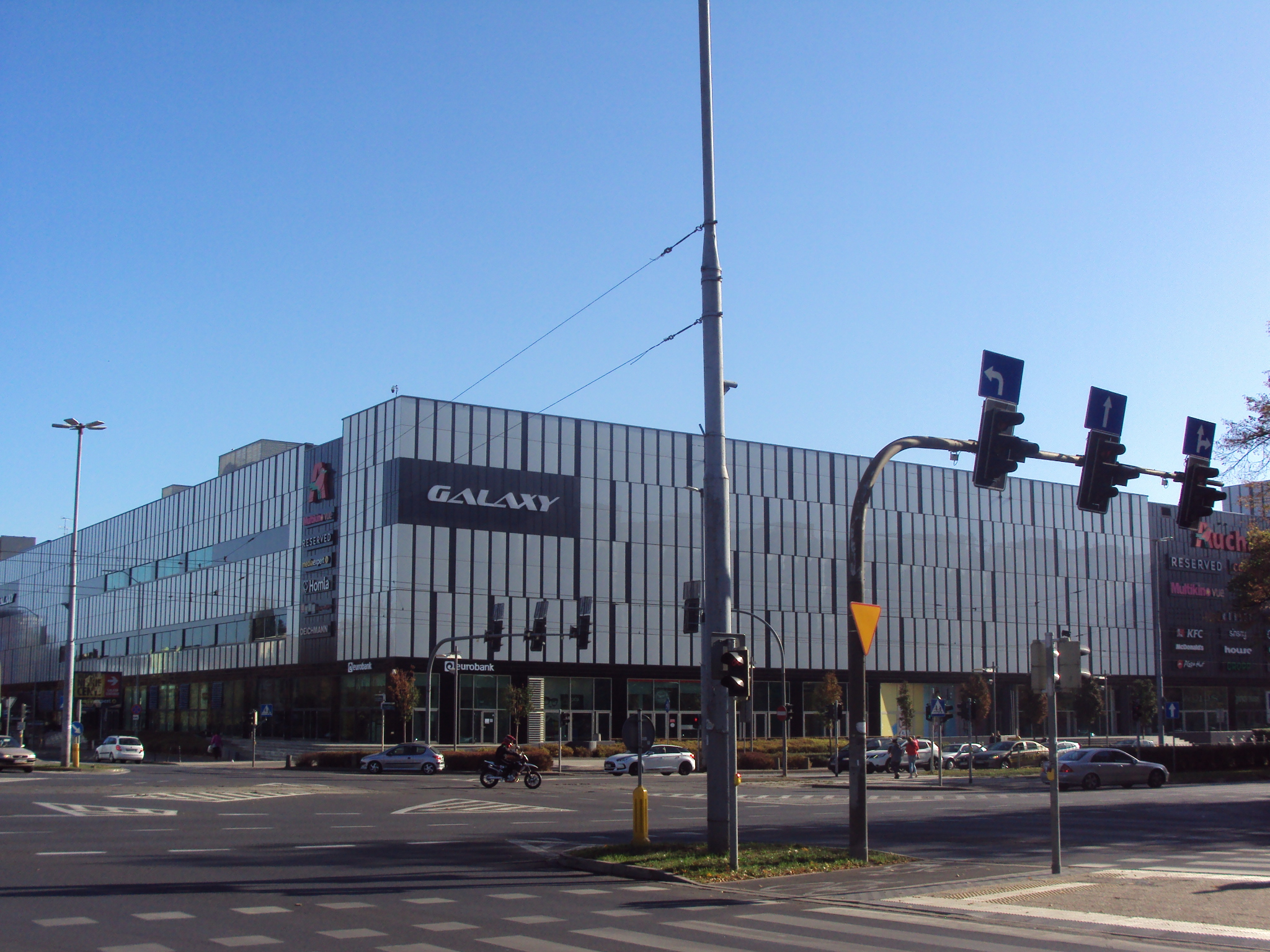
Centrum Handlowo-Rozrywkowe „Galaxy”
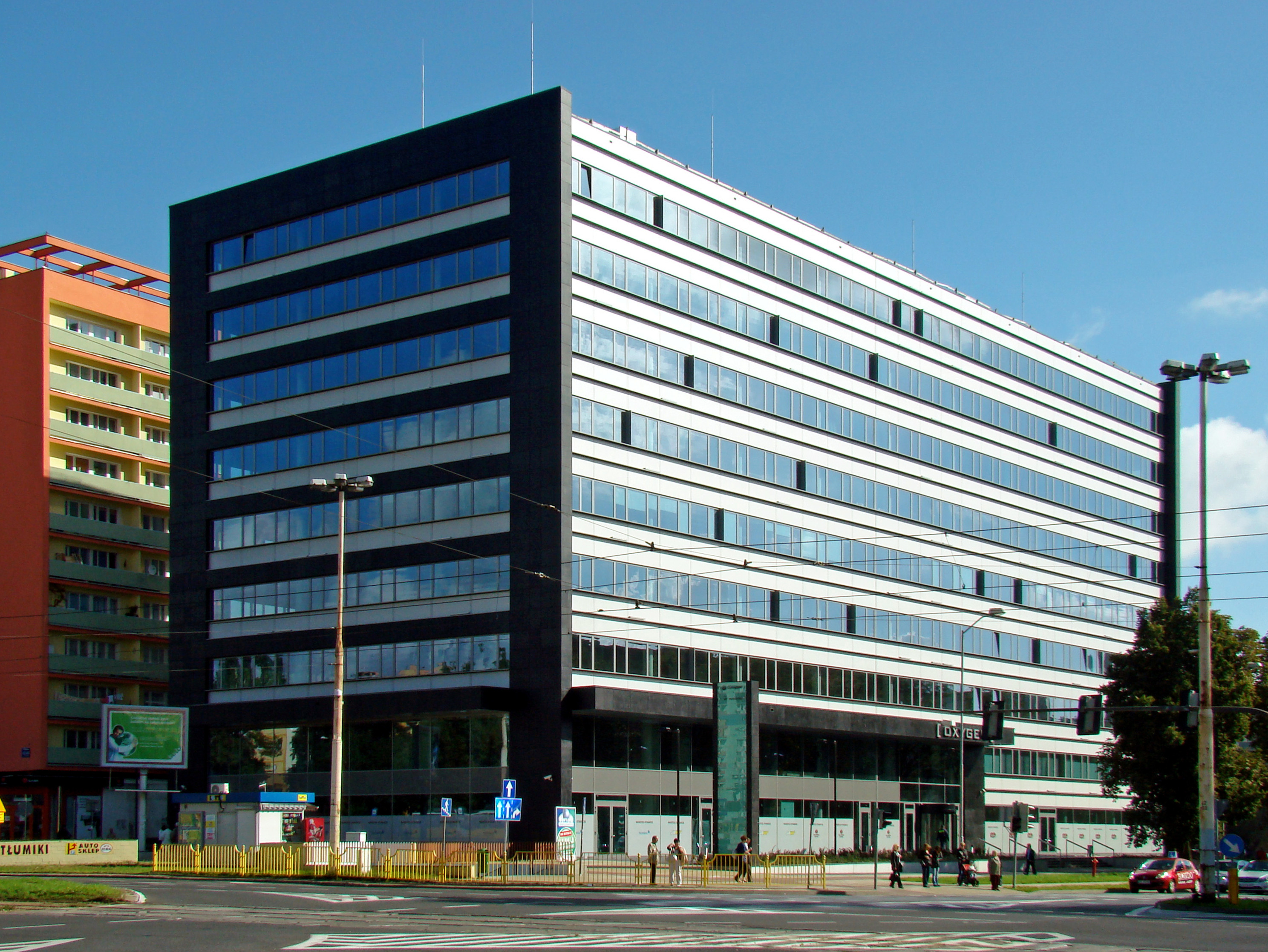
Biurowiec „Oxygen”
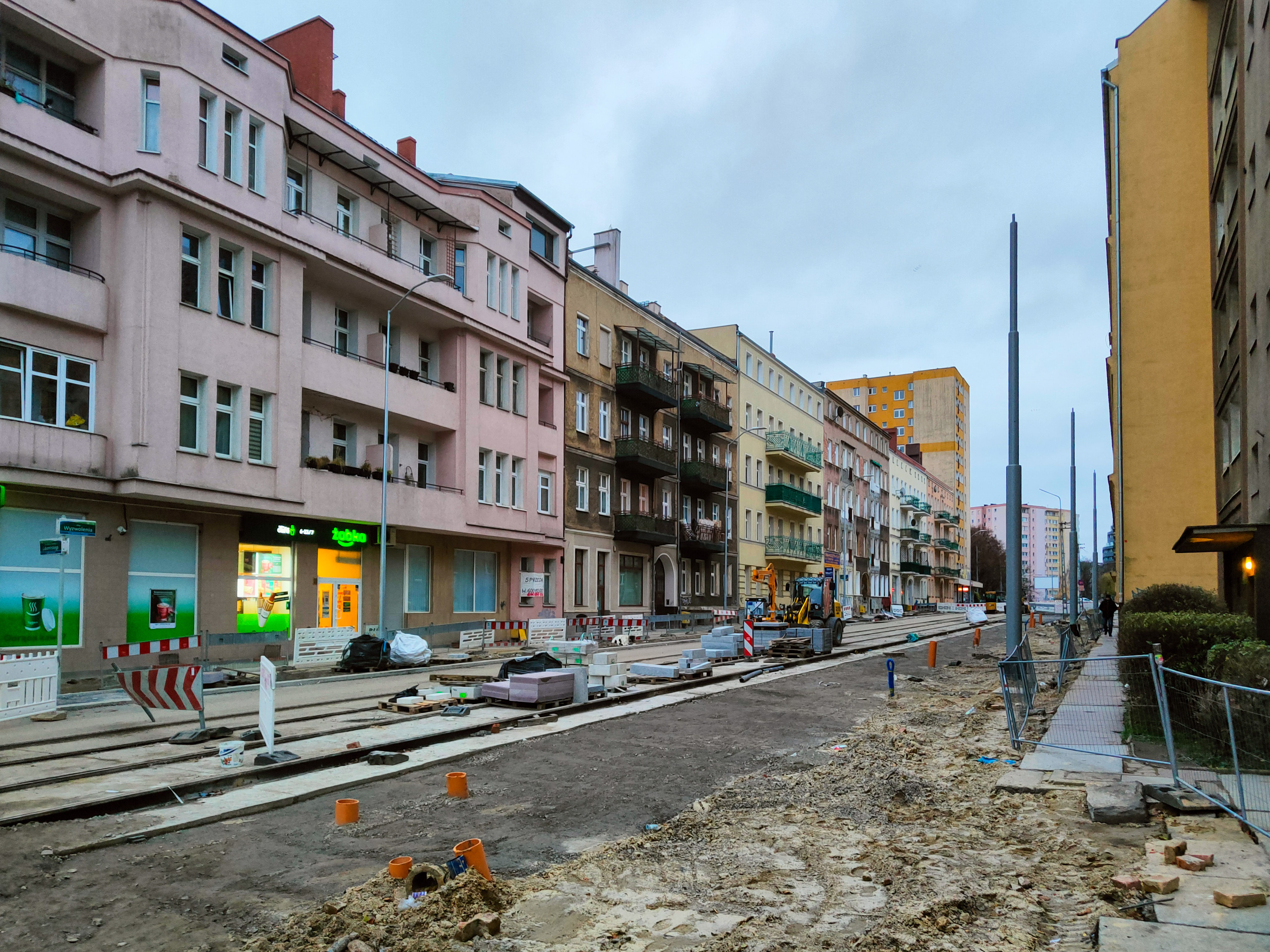
Remont alei (zima 2022)